# سابرا

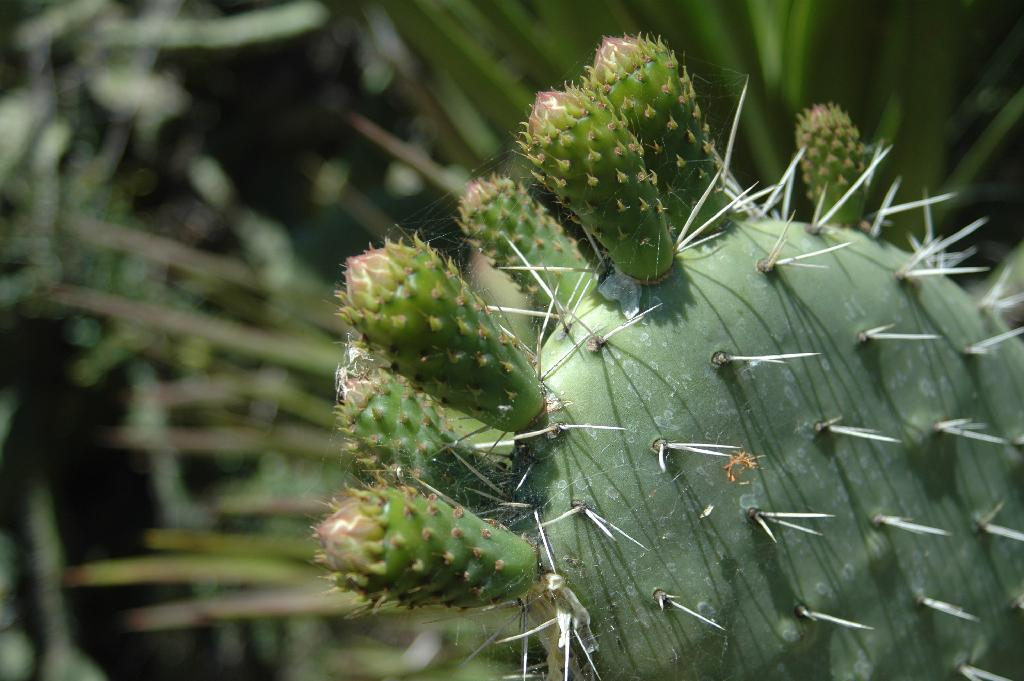
احد انواع الصبار المعروف باسم "صبير"، المعروف في إسرائيل بالاسم سابرا.

سابرا (أو الصابرا) (بالعبرية: צבר)، (بالإنجليزية: sabra او tzabar) هو مصطلح عبري حديث يطلق علي أي يهودي وُلد في إسرائيل. تم استخدام المصطلح بشكل شائع في الثلاثينيات من القرن الماضي للإشارة إلى اليهود الذين وُلدا في إسرائيل، بما في ذلك اليهود المولودون خلال فترة الانتداب البريطاني على فلسطين وفترة الحكم العثماني على فلسطين: او بمايعرف باسم "يشوف" لدي اليهود. منذ إنشاء دولة إسرائيل في عام 1948، استخدم الإسرائيليون المصطلح للإشارة إلى اي يهودي وُلد في أي ارض من الاراضي التي تصنف علي انها جزء من مايعرف باسم "أرض الميعاد،" (بالإنجليزية: Land of Israel ).
لكن هذا المصطلح له معني سياسي، فبهذة التفرقة يفرقون الإسرائيليون عن المهاجرون، وظهر من قبل الصهيونيون لتحديث اليهود. وغرز الولاء لإسرائيل، أيضاً للتفريق بين اليهودي القادم من بلاد أخرى واليهود الذين ترعرعوا في إسرائيل.

## روابط خارجية
- "جيل الصابرا".. كيف تنبأ عالم مصري بمستقبل نتنياهو وإسرائيل قبل ربع قرن؟